# Göktan Gürpüz
Göktan Gürpüz (* 22. Januar 2003 in Duisburg) ist ein türkisch-deutscher Fußballspieler, der hauptsächlich im Mittelfeld eingesetzt wird. Er steht bei Trabzonspor unter Vertrag und ist türkischer U21-Nationalspieler.

## Karriere

### Verein

#### Jugend und erste Profierfahrungen im Ruhrgebiet
Gürpüz spielte zu Beginn seiner Vereinslaufbahn unter anderem in seiner Geburtsstadt beim Stadtteilklub Hamborn 07. Zwischen dem Alter von acht und 13 Jahren wurde er im Nachwuchszentrum des FC Schalke 04 ausgebildet und wechselte schließlich als C-Jugendlicher zum Revierrivalen Borussia Dortmund. In seinem zweiten Jahr in der Dortmunder U17 war Gürpüz im zentralen Mittelfeld eine feste Größe, mit wechselnden Partnern bildete er häufiger eine „Doppelsechs“. Elf der Tore, welche die Stürmer Bradley Fink und Ken Mata erzielten, bereitete der Deutschtürke vor, vier weitere Treffer erzielte er selbst. In Folge der COVID-19-Pandemie fand die landesweite Juniorenspielzeit ein verfrühtes Ende, mit einem schlechteren Punkteschnitt als der 1. FC Köln verpasste man den Sieg in der Weststaffel. Nach ersten Einsätzen für die A-Jugend des BVB in der UEFA Youth League rückte Gürpüz im Sommer 2020 mit Teamkameraden wie Dennis Lütke-Frie, Nnamdi Collins und Samuel Bamba in diese auf. Nach vier Ligaspielen war aber aufgrund der immer noch aktuellen Pandemielage erneut eine Unterbrechung des Spielbetriebs der Nachwuchsteams erforderlich, letztendlich wurde dieser nicht wieder aufgenommen.

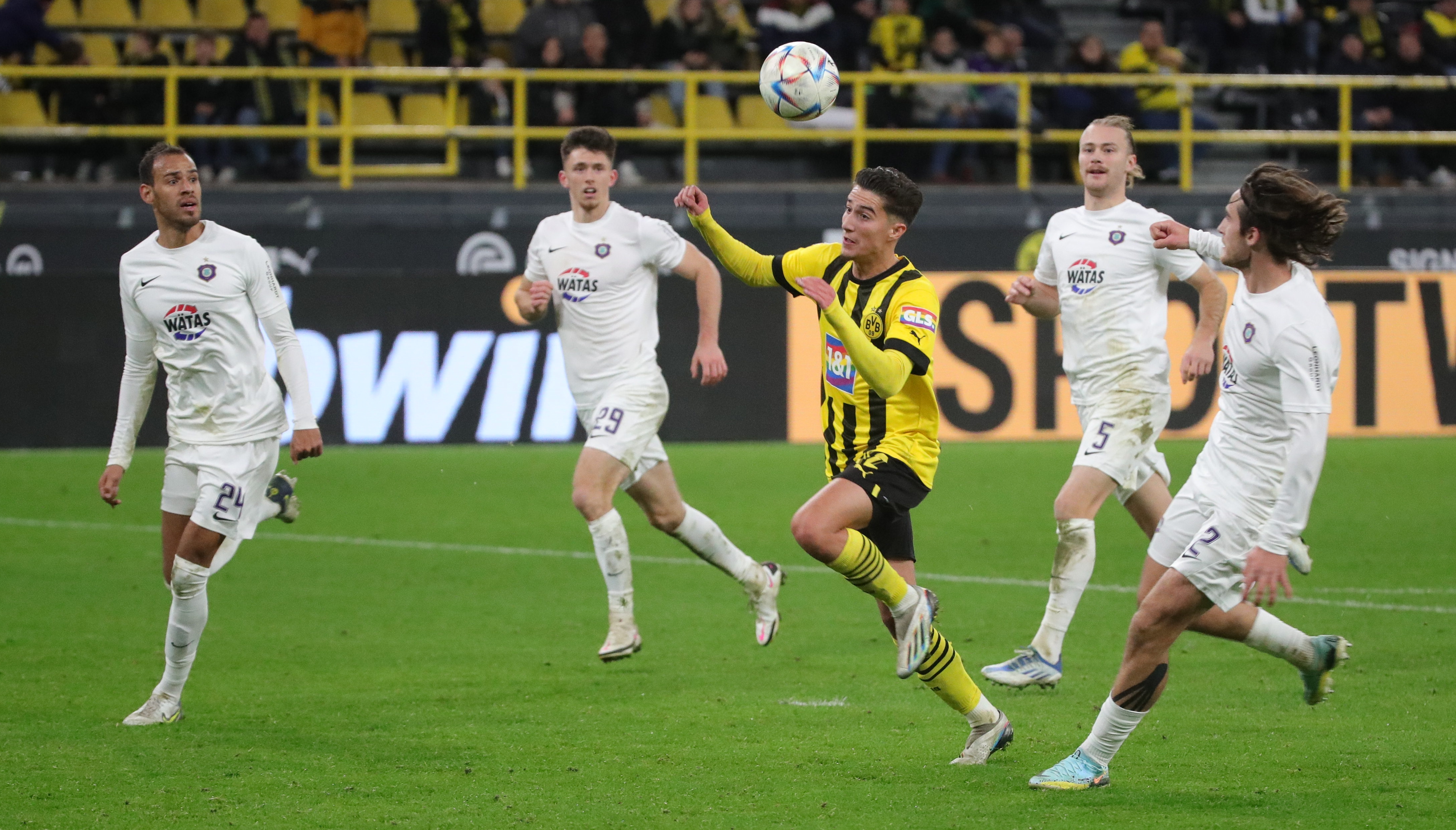
Am Ball für die Dortmunder U23 gegen Erzgebirge Aue

Neben anderen Jungspielern bekam der Mittelfeldspieler im Sommer 2021 die Gelegenheit, mit der Bundesligamannschaft zu trainieren und mit ihr Testspiele zu absolvieren. Gemeinsam mit Noah Mrosek, Jamie Bynoe-Gittens, Colin Kleine-Bekel, Tom Rothe und Dennis Lütke-Frie war er einer von sechs Akteuren aus den Jugendmannschaften Dortmunds, die der neue Trainer Marco Rose mit nach Bad Ragaz nahm. Anschließend saß der mittlerweile 18-Jährige am 1. Spieltag der Bundesligasaison 2021/22 neben den weiteren Mittelfeldakteuren Antonios Papadopoulos und Thomas Delaney einsatzlos auf der Bank und verpasste deshalb die ersten beiden Gruppenspiele der Dortmunder A-Jugend im Ligapokal. Im letzten stand Gürpüz wieder auf dem Rasen, das Halbfinale sowie das siegreiche Endspiel verpasste er hingegen wieder aufgrund von Länderspielabstellungen. In der UEFA Youth League leistete der Deutschtürke vier Torvorlagen und erreichte mit Dortmund das Viertelfinale, in dem man gegen Atlético Madrid ausschied. In der Liga gelangen Gürpüz sogar acht Assists sowie auch zwei eigene Treffer, mit denen er dazu beitrug, dass der BVB die nur aus einer Hinrunde bestehende Saison als ungeschlagener Staffelmeister beendete. Nachdem sich der Mittelfeldspieler mit seinen Mannschaftskameraden gegen den Rivalen Schalke 04 im Endrundenhalbfinale durchsetzen konnte, stand er auf der linken offensiven Außenbahn als Gegenpart zu Jamie Bynoe-Gittens in der Startelf. Gürpüz legte kurz nach dem Seitenwechsel Bradley Finks 2:1 gegen Hertha BSC auf, was auch letztendlich das Endergebnis war und Dortmunds neunte A-Jugend-Meisterschaft bedeutete.
Bereits vor dem siegreichen Endspiel gab der Verein bekannt, den Deutschtürken zur Saison 2022/23 in die Herrenbundesligamannschaft eingliedern zu wollen. Parallel stand Gürpüz auch im Kader der zweiten Mannschaft, die in der 3. Liga spielte. Aufgrund der Konkurrenzsituation in der Mannschaft (Julian Brandt, Marco Reus und Giovanni Reyna standen im offensiven Mittelfeld alle vor ihm), die erneut von Edin Terzić übernommen wurde, sowie einer bis Ende August 2022 andauernden Verletzungspause, war das Hauptbetätigungsfeld des Spielers die U23. Doch auch in dieser hatte er das Nachsehen gegenüber dem Neuzugang Michael Eberwein sowie der etablierten Kraft Ole Pohlmann. Abgesehen von einem Tor (das einzige beim 1:2 gegen Osnabrück) und drei Startelfeinsätzen kam Gürpüz überwiegend von der Bank und konnte keine nennenswerten Akzente setzen, Großteile der Rückrunde stand er nicht einmal im jeweiligen Spieltagskader. Für die A-Junioren kam er als Teil des 2003er-Jahrgangs nur noch in der UEFA Youth League zum Einsatz, hier jedoch in allen Partien. Im vorletzten Gruppenspiel gegen Manchester City schoss der Offensivspieler zwei Tore und sicherte seiner Mannschaft so ein 3:3, das ihr am Ende einen Vorteil in der Abschlusstabelle gegenüber dem FC Kopenhagen verschaffte, der einen Zähler weniger als die Dortmunder hatte. Im Achtelfinale war es Gürpüz, der seinem Mitspieler Samuel Bamba assistierte, als dieser das 1:1 gegen Paris Saint-Germain schoss, woraufhin beide Teams sich im Elfmeterschießen gegenüberstanden. Nachdem die U19 des BVB dieses erfolgreich abschlossen, schieden sie im Viertelfinale gegen den späteren Finalisten Hajduk Split aus.

#### Nächster Schritt in der Süper Lig
Nach sieben Jahren beim BVB wechselte Gürpüz zur Spielzeit 2023/24 in die türkische Süper Lig zu Trabzonspor.

### Nationalmannschaft
Im Jahr 2019 spielte Gürpüz viermal für die türkische U16-Nationalmannschaft. Im Sommer 2021 wechselte er zum DFB und debütierte neben seinem Teamkameraden Dennis Lütke-Frie unter Trainer Hannes Wolf für die deutschen U19-Junioren. Mit diesen nahm der Mittelfeldspieler an einem Vier-Nationen-Turnier teil, bei dem die Mannschaft auf die Slowakei, Portugal sowie die Niederlande traf. Gürpüz wirkte an allen drei Partien aktiv mit und blieb mit seinem Team als einziges ungeschlagen.
Im Herbst 2022 wechselte der Mittelfeldspieler wieder zurück zur TFF, für deren U21 er seitdem spielt.

## Titel
Borussia Dortmund
- Deutscher A-Junioren-Meister: 2022
- Meister der A-Junioren-Bundesliga West: 2022
- NRW-Junioren-Ligapokalsieger: 2021

## Persönliches
Göktans jüngerer Bruder Gökdeniz (* 2006) wird ebenfalls bei Borussia Dortmund ausgebildet.